# Codi d'edificació

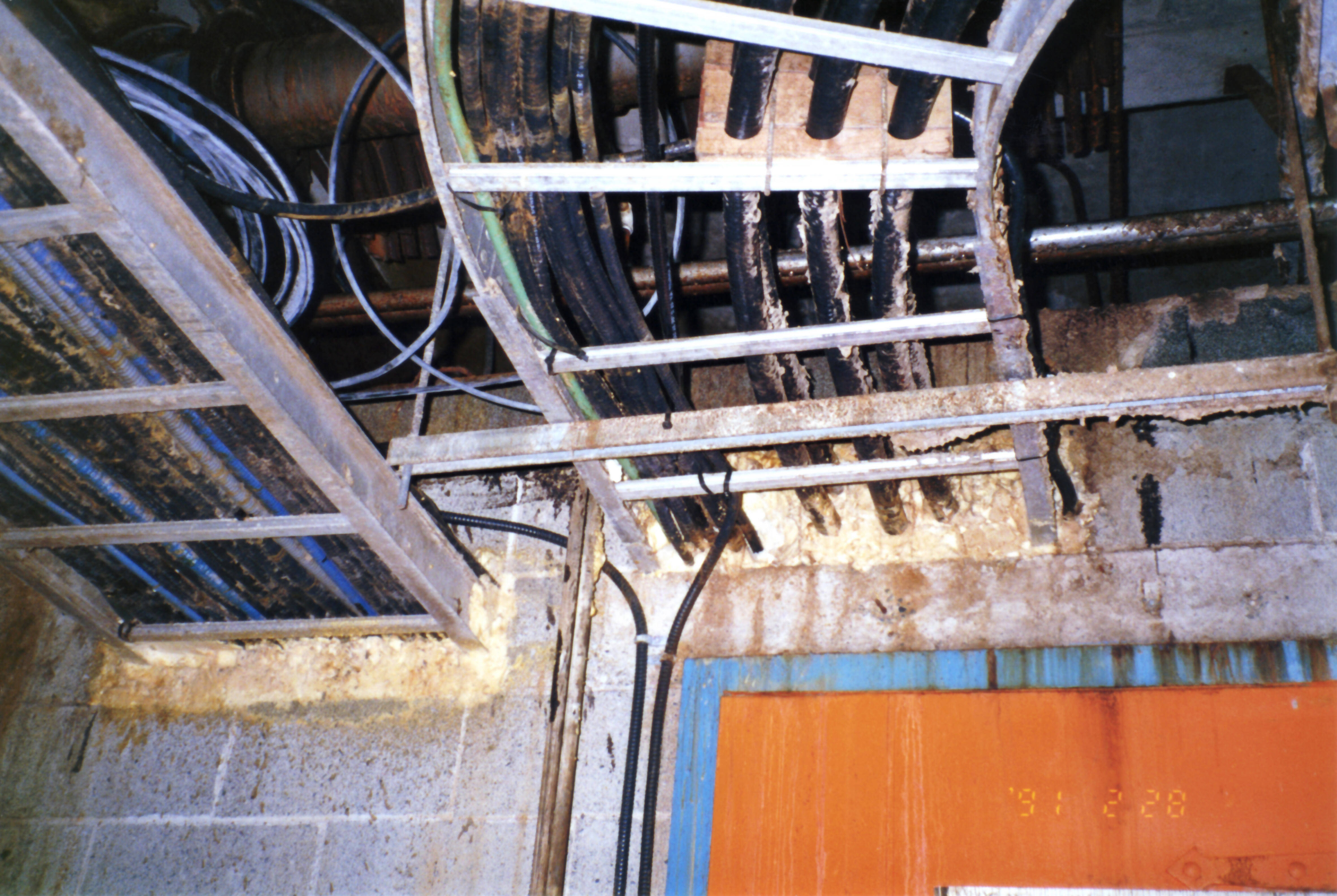
Infracció del codi: aquesta paret de blocs de formigó ignífuga està travessada per safates de cables i cables elèctrics. El forat s'ha de tallar per tal de restaurar la resistència al foc de la paret. En canvi, s'omple d'escuma de poliuretà inflamable.

Un codi d'edificació (també control d'edificis o reglament d'edificació) és un conjunt de normes que especifiquen els estàndards per a construccions com ara edificis i estructures no edificables. Els edificis han d'ajustar-se al codi per obtenir llicència urbanística, generalment d'un ajuntament. L'objectiu principal dels codis d'edificació és protegir la salut pública, la seguretat i el benestar general pel que fa a la construcció i l'ocupació d'edificis i estructures. El codi d'edificació es converteix en llei d'una jurisdicció determinada quan és promulgat formalment per l'autoritat governamental o privada corresponent
Els codis de construcció generalment estan destinats a ser aplicats per arquitectes, enginyers, dissenyadors d'interiors, constructors i reguladors, però també s'utilitzen per a diversos propòsits per inspectors de seguretat, científics ambientals, promotors immobiliaris, subcontractistes, fabricants de productes i materials de construcció, companyies d'assegurances, gestors d'instal·lacions, llogaters i altres. Els codis regulen el disseny i la construcció d'estructures quan s'adopten per llei.
Hi ha exemples de codis de construcció des de l'antiguitat. Als EUA els codis principals són el International Building Code o International Residential Code [IBC/IRC], codis elèctrics i fontaneria, codis mecànics. Cinquanta estats i el Districte de Columbia han adoptat els codis I en l'àmbit estatal o jurisdiccional. Al Canadà, el National Research Council of Canada publica els codis de models nacionals. Al Regne Unit, els organismes de control d'edificis controlen el compliment de la normativa d'edificació, els inspectors aprovats o els departaments de control d'edificis de les autoritats locals. S'apliquen càrregues de regularització de Control d'Edificacions en cas que s'executin obres que s'haurien d'haver inspeccionat en el moment de l'obra si no s'ha fet.

## Història

### Antiguitat
Els codis de construcció tenen una llarga història. El primer codi de construcció escrit que es coneix està inclòs al Codi de Hammurabi, que data del voltant de 1772 aC.
El llibre de Deuteronomi de la Bíblia hebrea estipulava que s'havien de construir parapets a totes les cases per evitar que la gent caigués.
Al llibre de ritus xinès s'esmenta que els temples ancestrals i les cases han de tenir una certa longitud estàndard. A l'antiga Xina mesuraven la terra al chu o sistema de camp de pous, així que era important ser precís, encara que la majoria de les longituds reals es perden o són poc clares.
A l'antic Japó, cert funcionari va destruir la casa d'un cortesà perquè la mida estava per sobre del rang.

### Època moderna

#### França
A París, sota la reconstrucció de gran part de la ciutat sota el Segon Imperi (1852-70), es van aixecar grans blocs d'apartaments i l'alçada dels edificis es va limitar per llei a cinc o sis pisos com a màxim.

#### Regne Unit
Després del Gran Incendi de Londres de 1666, que havia pogut propagar-se tan ràpidament a través dels habitatges de fusta densament construïts de la ciutat, es va aprovar aquest mateix any la Llei de Reconstrucció de Londres com la primera regulació significativa de la construcció. Redactada per Sir Matthew Hale, la Llei regulava la reconstrucció de la ciutat, exigia que els habitatges tinguessin certa capacitat de resistència al foc i autoritzava la Corporació de la City of London a reobrir i eixamplar els carrers. Les Lleis d'Índies van ser aprovades a la dècada de 1680 per la Corona espanyola per regular l'urbanisme de les colònies en totes les possessions imperials d'Espanya al món.
La primera norma de construcció nacional sistemàtica es va establir amb la London Building Act de 1844. Entre les disposicions, s'exigia als constructors que avisessin al topògraf del districte amb dos dies d'antelació abans de construir, s'establien normes sobre el gruix de les parets, l'alçada de les habitacions, els materials utilitzats en les reparacions, la divisió dels edificis existents i la col·locació i el disseny de xemeneies, llars i drenatges, i els carrers havien de construir-se segons uns requisits mínims.
Es va crear l′Oficina Metropolitana d'Edificacions per regular la construcció i ús dels edificis a tot Londres. Els agrimensors estaven facultats per fer complir les normes d'edificació, que pretenien millorar el nivell dels habitatges i locals comercials, i per regular les activitats que poguessin posar en perill la salut pública. El 1855, els béns, poders i responsabilitats de l'oficina van passar al Consell Metropolità d'Obres.

#### Estats Units
La ciutat de Baltimore va aprovar el seu primer codi d'edificació el 1891. El Gran incendi de Baltimore es va produir al febrer de 1904. Posteriorment, es van introduir canvis equiparables als d'altres ciutats. El 1904, es va publicar un Manual de les lleis de construcció de la ciutat de Baltimore. Va servir com a codi d'edificació durant quatre anys. Molt aviat, es va redactar un codi de construcció formal que es va adoptar finalment el 1908.
La fallada estructural del tanc que va provocar la Gran inundació de melassa de 1919 va fer que el Departament de Construcció de Boston exigís que s'arxivessin i signessin els càlculs d'enginyeria i arquitectura. Les ciutats i els estats dels EUA aviat van començar a exigir la signatura d'enginyers professionals registrats per als plànols dels edificis més importants.

## Tipus de codis d'edificació

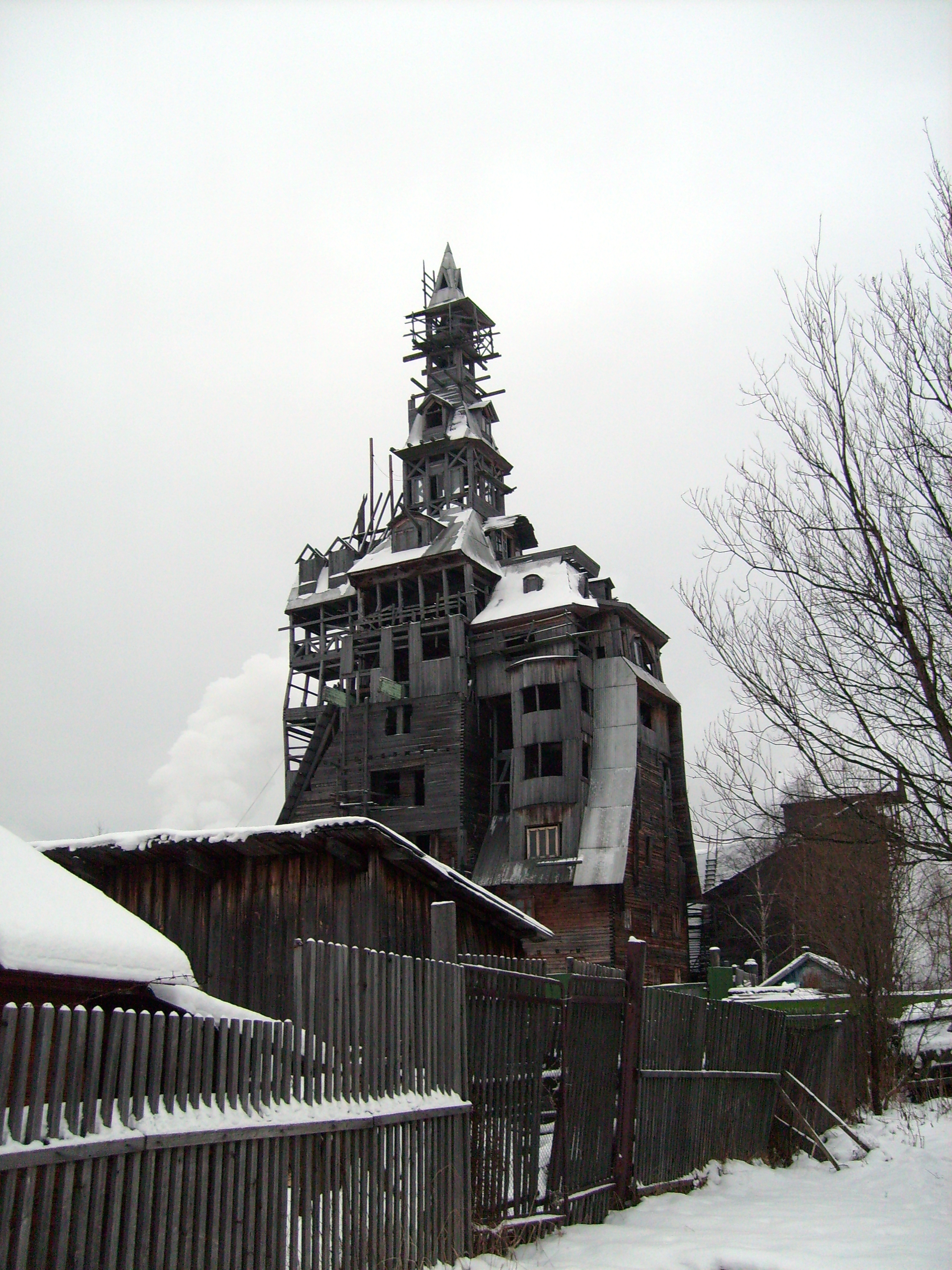
Torre Sutyagin - va ser construïda com l'edifici més alt en fusta de Rússia, però pel fet que violava els codis d'edificació relatius al foc va haver de ser demolida.

La pràctica de desenvolupar, aprovar i mantenir els codis d‟edificació varia considerablement entre nacions. En alguns països els codis d'edificació són desenvolupats per agències governamentals o quasi-governamentals com a organitzacions d'estandarditzat, i finalment promulgats pel govern central del país. Aquests codis són coneguts com els codis d'edificació nacionals, ja que la seva aplicació s'estén a tota la nació.
Depenent del país, el poder de regular sobre la construcció contra el foc o sobre les instal·lacions sanitàries pot estar cedit a les autoritats locals, que publiquen un codi model. Aquests codis no tenen estatus legal fins que l'autoritat local ho aprova i ho imposa a les ordenances. A Espanya el Codi Tècnic de l'Edificació (CTE) és el marc normatiu que estableix les exigències que han de complir els edificis en relació amb els requisits bàsics de seguretat i habitabilitat establerts a la Llei 38/1999 de 5 de novembre, d'ordenació d'ordenació de l'Edificació (LOE). A Catalunya s'exigeix que l'habitatge compleixin uns requisits ambientals que no s'apliquen a altres comunitats autònomes. A Estats Units cada ciutat important tenia el seu propi codi tècnic, com el cas de Nova York, encara que amb el temps, en fer-se més complexos els codis tècnics es tendeix a fer servir l'estandarditzat. Nova York el 2008 va abandonar el seu codi 1968 New York City Building Code a favor d'adoptar una versió del Codi Internacional d'Edificació.
A Europa, la Unió Europea ha establert l'ús dels Eurocodis que són els codis usats al si de la Unió Europea. Cada país ha creat el mateix codi de l'edificació en funció d'aquests eurocodis. El més interessant en els nous codis d'edificació europeus és que són de la forma Codi basat en prestacions, és a dir, s'exigeix a l'edificació que compleixi unes prestacions, uns requisits mínims, sense importar el material o les tècniques usades.
De la mateixa manera a l'Índia, on cada municipi i ciutat ha desenvolupat el seu propi codi que regula la seva jurisdicció, que és obligatori per a tota construcció dins de la seva jurisdicció. Tots aquests codis de construcció locals són variants d'un Codi Nacional de Construcció, que serveix com a codi model que demostra les pautes per regular l'activitat de construcció d'edificis. Tots aquests codis es basen en el model nacional.
| Estado               | Abreviatura | Nom del codi                                |
| -------------------- | ----------- | ------------------------------------------- |
| Espanya              | CTE         | Codi tècnic de l'edificació                 |
| Mèxic                | CEV         | Codi d'edificació d'habitatge               |
| Unió Europea         | EC          | Eurocodis                                   |
| França               | -           | Code de la construction et de l'habitation  |
| Estats Units         | IBC         | International Building Code                 |
| Canadà               | NBCC        | National Building Code of Canada            |
| Escòcia              | -           | Building Act 2003                           |
| Anglaterra · Gal·les | -           | Building Act 1984 (ampliada en 2004 i 2006) |

També es coneixen normes sismorresistents, codi de compliment obligat o opcional que tracta sobre la prevenció i el càlcul d'accions sísmiques; per exemple a Espanya la Norma de Construcció Sismorresistent.

## Àmbits
El propòsit dels codis de construcció és proporcionar normes mínimes per a la seguretat, la salut i el benestar general, incloent-hi la integritat estructural, la integritat mecànica (incloent-hi el sanejament, subministrament d'aigua, llum i ventilació), mitjans de sortida, prevenció i control d'incendis, i la conservació d'energia.
Els codis de construcció solen incloure:
- Normes sobre estructura, ubicació, mida, ús, assemblatge de parets, mida/ubicació de finestrals, normes d'evacuació, mida/ubicació d'habitacions, fonaments, assemblatge de terres, estructura/assemblatge de teulades, eficiència energètica, escales i passadissos, mecànica, electricitat, fontaneria, drenatge i emmagatzematge, electrodomèstics, il·luminació, normes d'instal·lacions, normes d'ocupació i normes sobre piscines.
- Normes relatives a l'impacte de l'aparcament i el tràfic.
- Normes del codi d'incendis per minimitzar el risc d'incendi i garantir una evacuació segura en cas d'emergència
- Requisits de resistència a terratrèmols (codi sísmic), huracans, inundacions i tsunamis, especialment en zones propenses a catàstrofes o per a edificis molt grans en què una fallada seria catastròfica
- Requisits per a usos específics de l'edifici (per exemple, emmagatzematge de substàncies inflamables o allotjament d'un gran nombre de persones).
- Disposicions i consum d'energia
- Clàusula de drets adquirits: Llevat que es renovi l'edifici, el codi d'edificació no sol aplicar-se als edificis existents.
- Especificacions dels components
- Metodologies d'instal·lació permeses
- Alçades mínimes i màximes dels sostres de les habitacions, mides i ubicació de les sortides.
- Qualificació de les persones o empreses que fan la feina.
- Per a estructures altes, senyalització anti-col·lisió per a aeronaus

Els codis d'edificació solen ser independents de les ordenances de zonificació, però les restriccions exteriors (com les reculades) poden entrar en qualsevol de les dues categories.
Els dissenyadors utilitzen les normes dels codis de construcció dels llibres de referència durant el disseny. Els departaments d'edificació revisen els plànols que se'ls presenten abans de la construcció, expedeixen els permisos (o no) i els inspectors comproven el compliment d'aquestes normes a l'obra durant la construcció.
Sovint hi ha codis addicionals o seccions del mateix codi d'edificació amb requisits més específics que s'apliquen a habitatges o locals comercials i objectes de construcció especials com marquesines, senyals, passarel·les de vianants, aparcaments i antenes de ràdio i televisió.